# 頂點 (亞利桑那州)
頂點（英語：Apex）是位於美國亞利桑那州可可尼諾縣的一個非建制地區。該地的面積和人口皆未知。

## 地理
頂點的座標為35°56′35″N 112°11′09″W / 35.94306°N 112.18583°W，而該地的平均海拔高度為2010米（即6594英尺）。